# Oberwiesenbach (Wiesenbach)
Oberwiesenbach ist ein Gemeindeteil von Wiesenbach im schwäbischen Landkreis Günzburg in Bayern. Das Kirchdorf liegt in einem westlichen Seitental der Günz am Schwarzbach.

## Geschichte
Oberwiesenbach gehörte seit 1447 zum Kloster Roggenburg. 
Am 1. Mai 1978 wurden die bisher selbständigen Gemeinden Oberegg und Oberwiesenbach in die Gemeinde Unterwiesenbach eingegliedert.
Am 31. Oktober 1978 wurde der Name der Gemeinde Unterwiesenbach amtlich in Wiesenbach geändert.

## Baudenkmäler
Siehe auch: Liste der Baudenkmäler in Oberwiesenbach
- Katholische Pfarrkirche St. Blasius

## Söhne von Oberwiesenbach
- Josef Spies (1906–1985), Politiker (CSU), Bundestagsabgeordneter